# Palghar
Palghar (Marathi पालघर) ist eine Stadt im indischen Bundesstaat Maharashtra. Die Stadt liegt an der Westküste Indiens und grenzt an das Arabische Meer. Von Mumbai ist die Stadt 87 km entfernt.
Die Stadt ist der Verwaltungssitz des gleichnamigen Distrikts Palghar, der 2014 aus Teilen des Distrikts Thane entstand. Palghar hat den Status eines Municipal Council. Die Stadt ist in 25 Wards gegliedert. Sie hatte am Stichtag der Volkszählung 2011 68.930 Einwohner, von denen 36.523 Männer und 32.407 Frauen waren. Hindus bilden mit einem Anteil von über 81 % die Mehrheit der Bevölkerung in der Stadt. Die Alphabetisierungsrate lag 2011 bei 87,90 % und damit deutlich über dem nationalen Durchschnitt.
Palghar liegt an der Western Line der Mumbai Suburban Railway am bedeutenden Bahnkorridor Mumbai-Ahmedabad.